# Tréfumel
Tréfumel település Franciaországban, Côtes-d’Armor megyében. Lakosainak száma 279 fő (2022. január 1.). Tréfumel Plouasne, Le Quiou, Saint-Juvat és Saint-Maden községekkel határos.

## Népesség
A település népessége az elmúlt években az alábbi módon változott:
| Lakosok száma | 325  | 278  | 262  | 254  | 283  | 278  | 273  | 274  | 274  | 279  |
|               | 1968 | 1982 | 1990 | 2006 | 2013 | 2015 | 2017 | 2019 | 2020 | 2022 |